# Hostouň (kraj środkowoczeski)
Hostouň – wieś i gmina w Czechach, w powiecie Kladno, w kraju środkowoczeskim.
1 stycznia 2017 gminę zamieszkiwało 1137 osób, a ich średni wiek wynosił 40,4 roku.